# Skalní hrobka
Skalní hrobky jsou pohřební komory vyhloubené do přirozeně se vyskytujícího skalního útvaru, a představují tak specifický typ skalní architektury. Obvykle jsou vysekány do úbočí skalnatého svahu či útesu, avšak mohou být směřovány i svisle dolů v relativně rovném terénu. Tento způsob pohřbívání byl ve starověku běžný především mezi příslušníky vyšších společenských vrstev a vyskytoval se v různých částech světa. Významné příklady těchto hrobek se nacházejí zejména v oblasti Středomoří a Blízkého východu, jmenovitě v Itálii (Pantalica), v Řecku, v Turecku, v Egyptě (Údolí králů, Údolí královen, Dér el-Medína), v Izraeli (Hrobka králů, Kristův hrob, Nachal Kidron, Jad Avšalom), v Palestině (Jeskyně patriarchů, Lazarův hrob), v Jordánsku (Petra), v Saúdské Arábii (Hegra), a v Íránu (Nakš-e Rustam).

## Chronologie
Chronologie skalních hrobek:
- Egyptské skalní hrobky (1450 př. n. l., Théby, Egypt).
- Izraelské skalní hrobky (9. stol. př. n. l. – 70 n.l.)
- Frygické skalní hrobky, jako například Midasův monument (700 př. n. l.).
- Etruské skalní hrobky, Etrurie, Itálie (500 př. n. l.).
- Hrobka Dareia I. (Naqš-e Rostam, 480 př. n. l.).
- Lýkijské skalní hrobky (4. století př. n. l.).
- Petra, Jordánsko (100 n. l.).

## Galerie

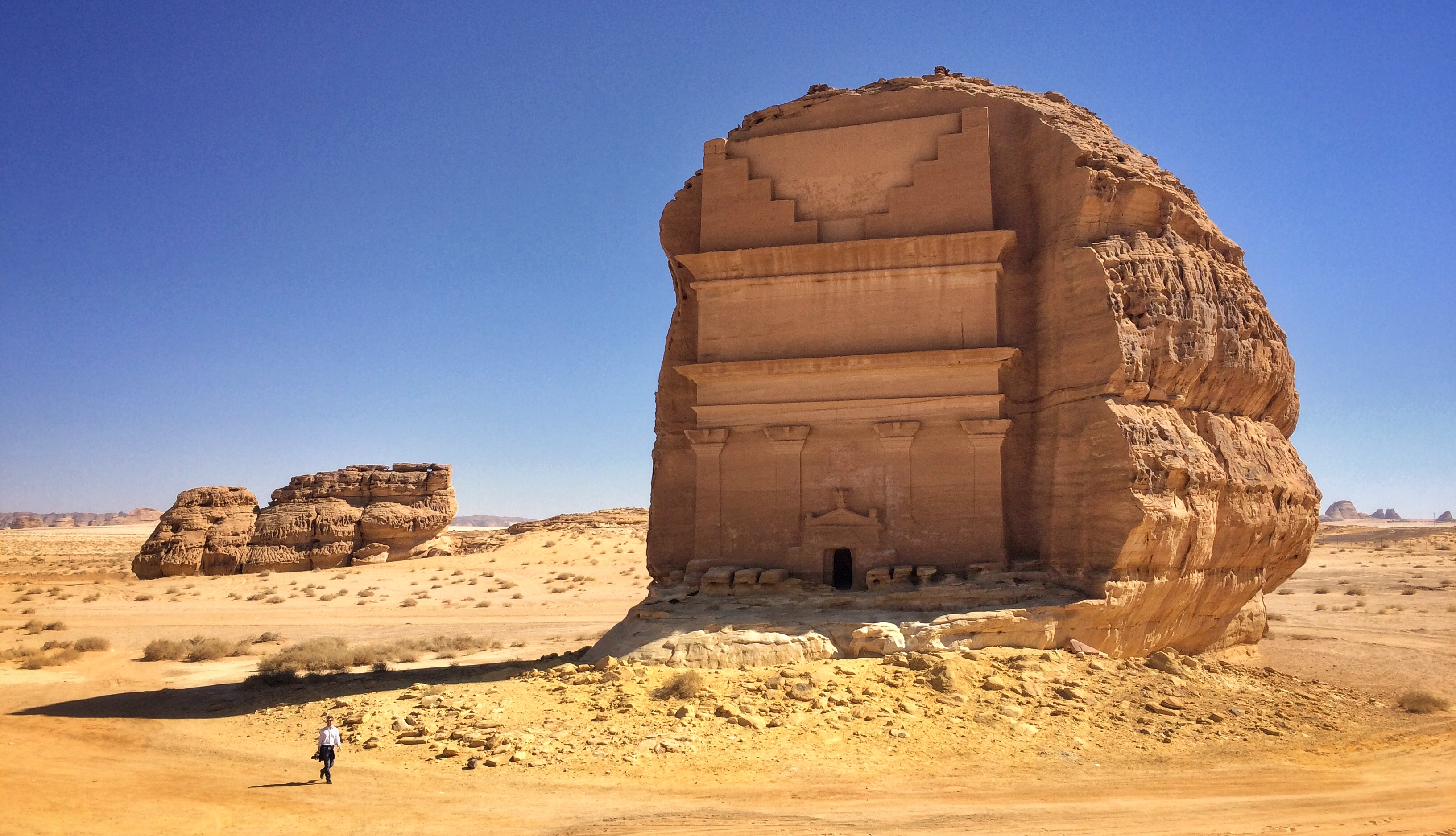
Skalní hrobka Qaṣr al-Farīd v Saúdské Arábii
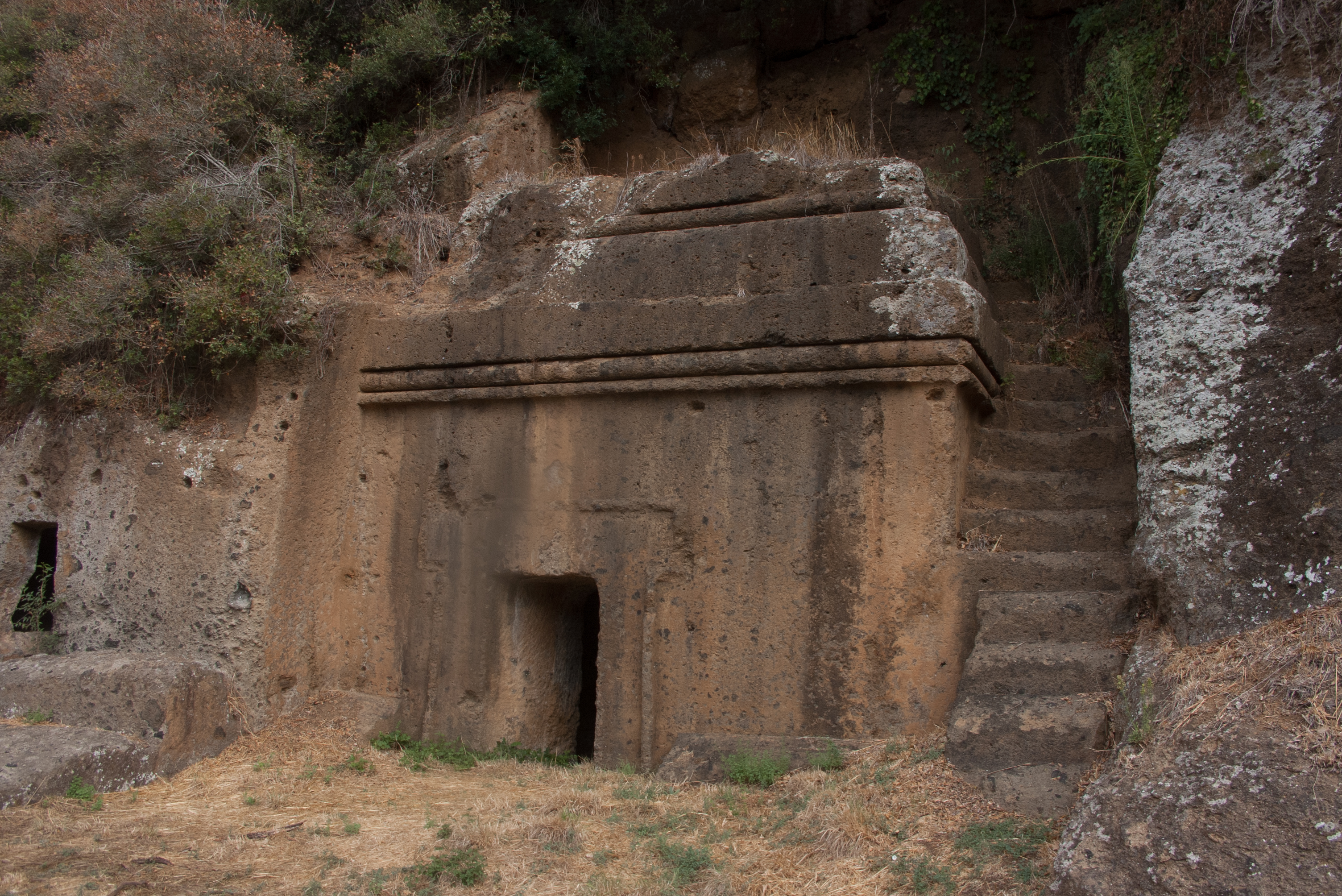
Etruská skalní hrobka v Itálii
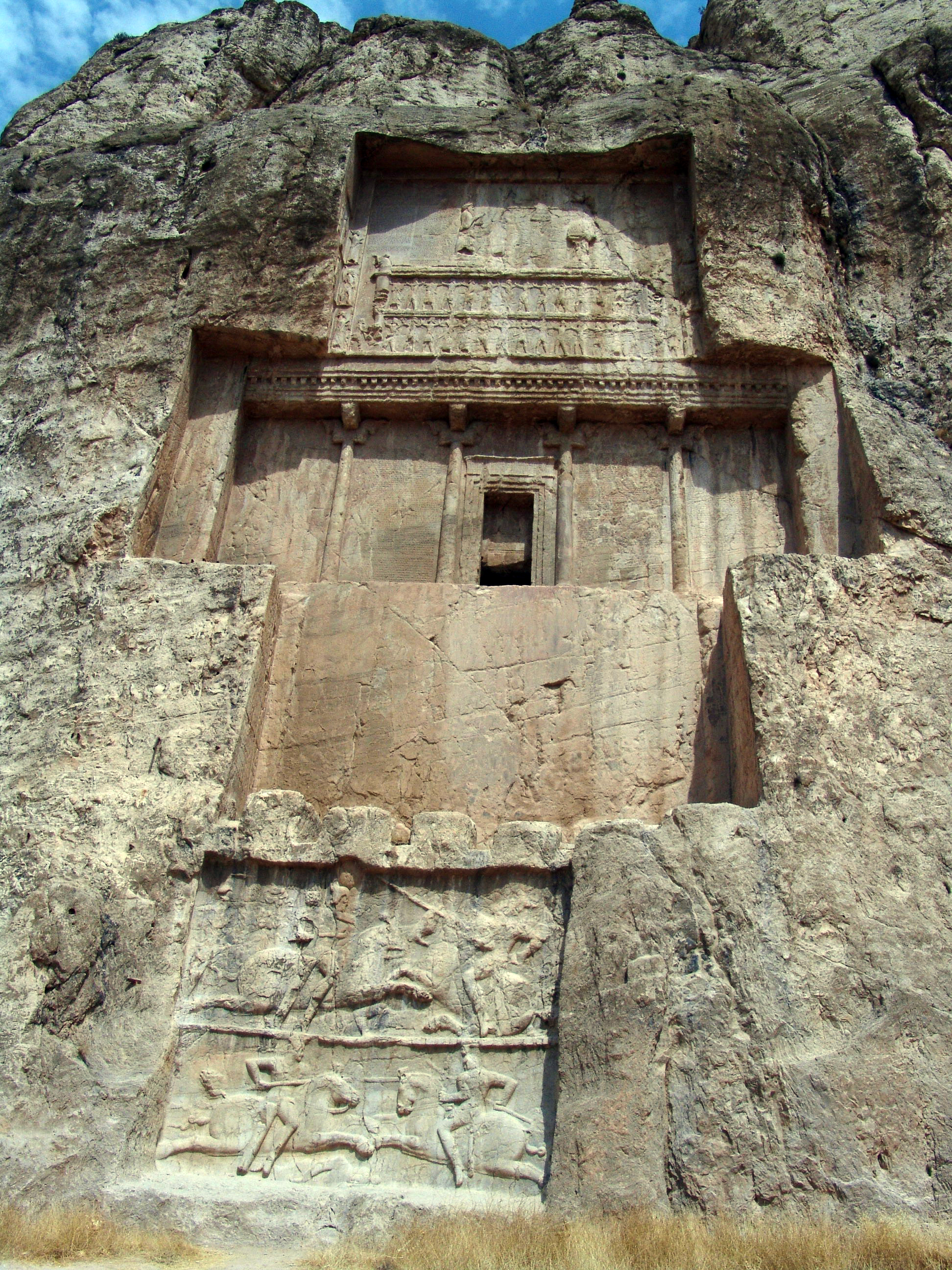
Hrobka Dareia I. v Íránu
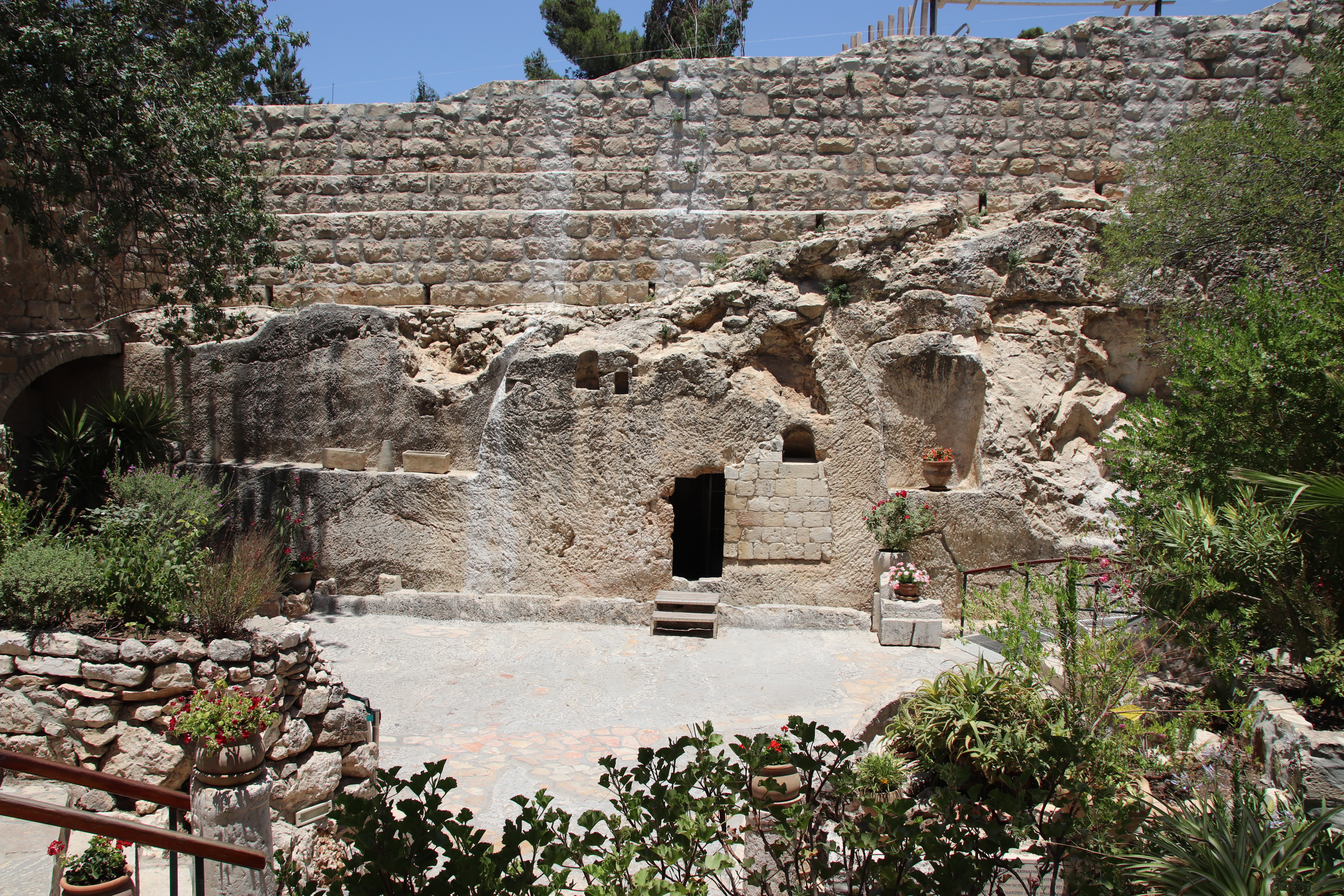
Zahradní hrob v Jeruzalémě
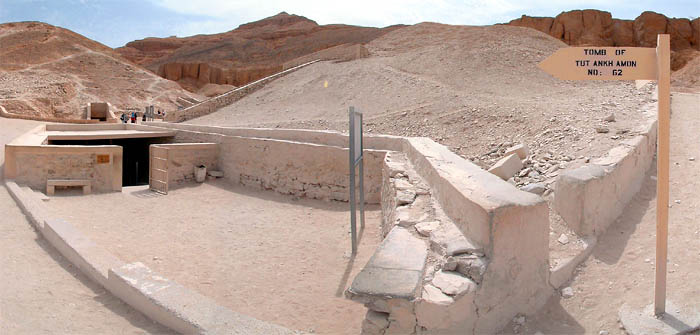
Tutanchamonova hrobka v Egyptě
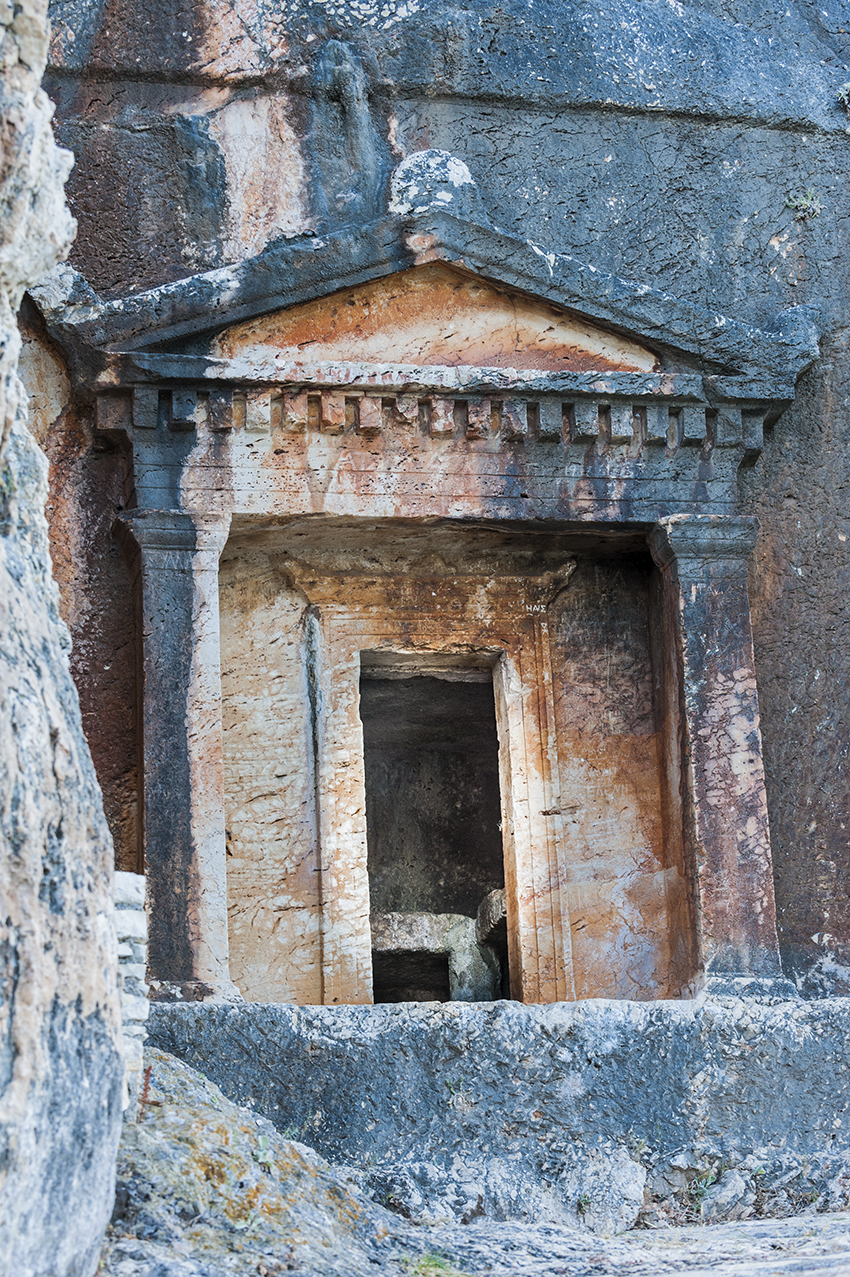
Lýkijská hrobka v Řecku